# Monochamus carolinensis
Monochamus carolinensis là một loài bọ cánh cứng trong họ Cerambycidae.